# Ztráta biodiverzity
Ztráta biodiverzity (biologické rozmanitosti) zahrnuje vymírání druhů na celém světě, stejně jako lokální úbytek nebo ztrátu druhů na určitém stanovišti, což vede ke ztrátě biologické rozmanitosti. Posledně jmenovaný jev může být dočasný nebo trvalý v závislosti na tom, zda je zhoršení životního prostředí, které vede ke ztrátě, vratné prostřednictvím ekologické obnovy/ekologické odolnosti, nebo skutečně trvalé (např. v důsledku ztráty půdy). Globální vymírání je způsobeno lidskou činností, která v rámci antropocénu překračuje hranice planety a je zatím prokazatelně nevratná.
Přestože trvalý globální úbytek druhů je dramatičtějším a tragičtějším jevem než regionální změny v druhovém složení, i malé změny oproti zdravému stabilnímu stavu mohou mít dramatický vliv na potravní řetězec do té míry, že snížení počtu pouze jednoho druhu může negativně ovlivnit celý řetězec (koextinence), což vede k celkovému snížení biologické rozmanitosti, nehledě na možné alternativní stabilní stavy ekosystému. Ekologické účinky biodiverzity jsou obvykle neutralizovány jejím úbytkem. Snížení biologické rozmanitosti vede zejména k omezení ekosystémových služeb a v konečném důsledku představuje bezprostřední nebezpečí pro potravinovou bezpečnost, ale může mít i trvalejší důsledky pro veřejné zdraví lidí.
Mezinárodní ekologické organizace již desítky let vedou kampaně za zabránění úbytku biologické rozmanitosti, představitelé veřejného zdravotnictví ji začlenili do přístupu "Jedno zdraví" v praxi veřejného zdraví a stále častěji je ochrana biologické rozmanitosti součástí mezinárodní politiky. Například Úmluva o biologické rozmanitosti se zaměřuje na prevenci ztráty biologické rozmanitosti a aktivní ochranu oblastí divoké přírody. Mezinárodní závazek a cíle pro tuto činnost jsou v současné době ztělesněny v Cíli udržitelného rozvoje č. 15 "Život na zemi" a Cíli udržitelného rozvoje č. 14 "Život pod vodou". Zpráva Programu OSN pro životní prostředí "Uzavření míru s přírodou" vydaná v roce 2020 však zjistila, že většina těchto snah nedosáhla svých mezinárodních cílů.

## Rychlost úbytku
Když jsme poprvé založili WWF, naším cílem bylo zachránit ohrožené druhy před vyhynutím. Ale to se nám úplně nepodařilo, nepodařilo se nám zachránit ani jeden. Kdybychom všechny ty peníze dali do kondomů, možná bychom udělali něco dobrého.
Sir Peter Scott, zakladatel World Wide Fund for Nature, 'Cosmos Magazine, 2010
Odhaduje se, že současná rychlost globálního úbytku rozmanitosti je 100 až 1000krát vyšší než přirozeně se vyskytující rychlost vymírání, rychlejší než kdykoli v historii lidstva, a očekává se, že v nadcházejících letech ještě poroste. Tyto rychle rostoucí trendy vymírání, které mají dopad na řadu skupin živočichů včetně savců, ptáků, plazů, obojživelníků a rejnokovitých ryb, přiměly vědce vyhlásit současnou krizi biologické rozmanitosti. V Evropě se ale během posledních 8000 let biodiverzita savců nezmenšila.
Lokálně ohraničenou míru úbytku lze měřit pomocí druhového bohatství a jeho kolísání v čase. Hrubé počty nemusí být z ekologického hlediska tak relevantní jako relativní nebo absolutní početnost. S ohledem na relativní četnosti bylo vyvinuto mnoho indexů biodiverzity. Kromě bohatosti se za hlavní dimenze, podle nichž lze měřit diverzitu, považují vyrovnanost a heterogenita.
Stejně jako u všech měření diverzity, je nezbytné přesně klasifikovat prostorový a časový rozsah pozorování. „Definice mají tendenci být méně přesné s tím, jak se zvyšuje složitost předmětu a rozšiřuje se související prostorové a časové měřítko.“ Biodiverzita sama o sobě není jednotným pojmem, ale může být rozdělena do různých měřítek (např. diverzita ekosystémů vs. diverzita prostředí nebo dokonce biodiverzita vs. diverzita prostředí) nebo různých podkategorií (např. fylogenetická diverzita, druhová diverzita, genetická diverzita, nukleotidová diverzita). Otázka čistých ztrát v uzavřených oblastech je často předmětem diskusí, ale obecně se má za to, že delší doba pozorování je pro odhady ztrát přínosná.
Pro porovnání míry úbytku mezi různými geografickými oblastmi je třeba vzít v úvahu také gradienty druhové rozmanitosti v zeměpisné šířce.
V roce 2006 bylo mnohem více druhů formálně klasifikováno jako vzácné nebo ohrožené či ohrožené; vědci navíc odhadují, že jsou ohroženy další miliony druhů, které nebyly formálně za ohrožené uznány.
V roce 2021 je přibližně 28 % ze 134 400 druhů, hodnocených podle kritérií Červeného seznamu IUCN, zařazeno na seznam druhů ohrožených vyhynutím – celkem 37 400 druhů ve srovnání s 16 119 ohroženými druhy v roce 2006.